# تحقیقات دیسکاوری

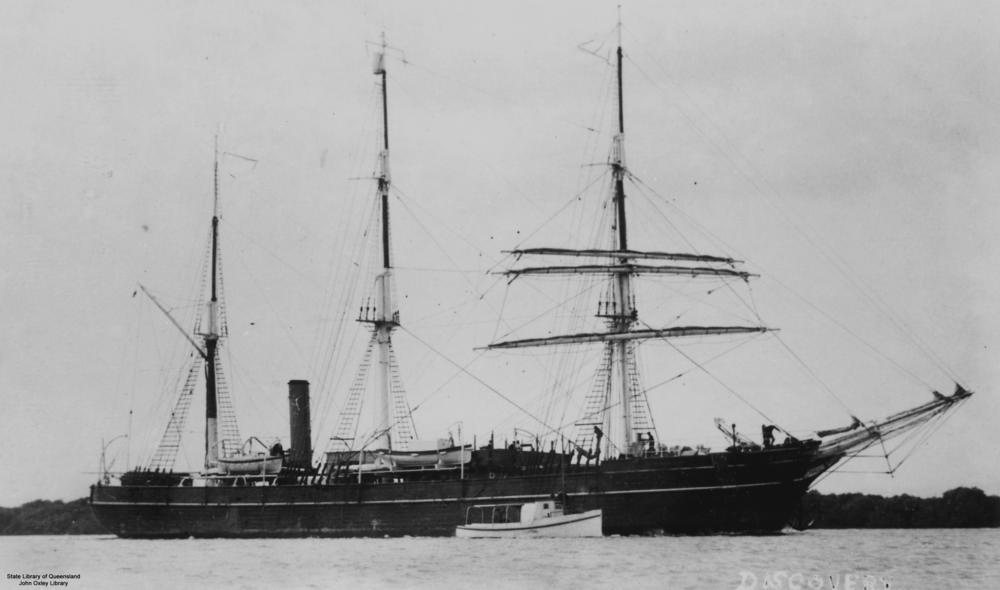
کشتی اکتشافی قطب جنوب آرآراس دیسکاوری بین سال‌های ۱۹۲۳ و ۱۹۳۱ برای سفرهای دریایی و تحقیقاتی دیسکاوری به کار گرفته شد.

تحقیقات دیسکاوری مجموعه ای از سفرهای دریایی علمی و تحقیقات مبتنی بر ساحل بود که در مورد زیست‌شناسی نهنگ‌ها در اقیانوس جنوبی انجام شد. این تحقیقات توسط دفتر استعمار بریتانیا تأمین مالی شدند و توسط کمیته دیسکاوری - که در لندن و در سال ۱۹۱۸ تشکیل شد- سازماندهی گردید. این تحقیقات در نظر گرفته شده بود تا زمینه علمی را برای مدیریت سهام صید تجاری نهنگ قطب جنوب فراهم کند.
تحقیقات کمک زیادی به دانش ما در مورد نهنگ‌ها، کریل‌هایی که غذای آن‌ها هستند و اقیانوس‌شناسی زیستگاه آنها نمود، همچنین توپوگرافی محلی، از جمله قله آترتون را ترسیم کرد، تحقیقات تا سال ۱۹۵۱ ادامه یافت و گزارش نهایی آن در سال ۱۹۸۰ منتشر شد.

## آزمایشگاه
کار مبتنی بر ساحل در جورجیای جنوبی در آزمایشگاه دریایی، دیسکاوری هاوس انجام می‌شد، این آزمایشگاه در سال ۱۹۲۵ در کینگ ادوارد پوینت ساخته شد و تا سال ۱۹۳۱ اشغال شد. دانشمندان در این ساختمان زندگی و کار می‌کردند و برای کار بر روی نهنگ‌هایی که توسط کشتی‌های تجاری شکار به ساحل آورده می‌شدند، نیم مایل یا بیشتر از روی خلیج شاه ادوارد گذر می‌کردند تا به ایستگاه صید نهنگ در گریتویکن برسند.

## کشتی‌ها
کشتی‌های مورد استفاده عبارت بودند از:
- آرآراس دیسکاوری از ۱۹۲۴ تا ۱۹۳۱
- آرآراس ویلیام اسکورزبی از ۱۹۲۷ تا ۱۹۴۵ یا بعد از آن[۱]
- آرآراس دسیکاوری ۲ از ۱۹۲۹ تا 1951[۱]

## گزارش‌ها
نتایج تحقیقات در مجله Discovery Reports چاپ شد. که شامل چندین گزارش کوچک بود و در ۳۸ جلد توسط انتشارات دانشگاه کمبریج و بعدها درمؤسسه علوم اقیانوس‌شناسی منتشر شد. بسیاری از گزارش‌ها به‌صورت منفرد و نه در حجم‌های بزرگ چاپ شدند.

## کتاب‌ها
تحقیقات دیسکاوری در کتاب‌های زیر توضیح داده شده‌اند. که همه آنها از سال ۲۰۰۸ به بعد دیگر تجدید چاپ نشدند
- Hardy, Alister Clavering, Sir (1968). Great Waters. New York: Harper & Row.
- Ommanney, F. D. (1938). South Latitude. London: Longmans, Green and Co.
- Coleman-Cooke, John (1963). Discovery II In The Antarctic. London: Odhams Press.
- Saunders, Alfred (1950). A Camera in Antarctica. London: Winchester Publications.